# 徐裴翊
徐裴翊（1980年3月16日—），現為網路媒體Vamos Sports翊起運動共同創辦人之一，曾為台灣體育主播。2005年進入緯來體育台，和徐展元、李怡慧、張立群主持過中華職棒第十八、十九、二十年度頒獎典禮，並有兩次赴日本採訪亞洲職棒大賽經驗，離開緯來後，擔任活動主持司儀，這段期間內，成功簡報促成2017世大運於台北舉行，後擔任三立新聞主播。2014年6月中自三立新聞台離職，與友人創辦獨立網路媒體Vamos Sports翊起運動。

## 學歷
- 世新大學廣播電視電影學系(2002年畢業)
- 內湖高中(1998年畢業)
- 西湖國中(1995年畢業)
- 西湖國小(1992年畢業)

大學與前主播、現知名藝人吳怡霈為大學同學，高中與前主播王怡仁、88顆芭樂籽主唱阿強為高中同學

## 經歷
- 環球電視台節目製作人員
- TVBS-G節目製作人員
- 兒童美語教師
- 華視訓練中心講師
- 緯來體育台主播兼記者（2005年4月15日～2011年6月30日）
- 活動主持司儀
- 三立新聞台主播（2012年6月1日～2014年6月中）
- Vamos Sports翊起運動共同創辦人（2014年7月1日～）

## 外部連結
- Vamos Sports翊起運動 （页面存档备份，存于）
- 徐裴翊在台灣棒球維基館上的頁面（繁體中文）
- 徐裴翊的Facebook專頁